# زیست‌پذیری سیاره‌ای در منظومه شمسی
زیست‌‎پذیری سیاره‌ای در منظومه شمسی مطالعه ای است که وجود احتمالی حیات فرازمینی در گذشته یا حال را در اجرام آسمانی این منظومه جستجو می کند. از آنجایی که سیارات فراخورشیدی بسیار دورند و فقط با روش های غیرمستقیم قابل مطالعه هستند، بنابراین اجرام آسمانی در منظومه شمسی امکان مطالعه بسیار دقیق‌تری را فراهم می کنند؛ این مطالعات شامل روش‌های زیر هستند: رصد مستقیم با تلسکوپ ، کاوشگرهای فضایی، سطح‌نوردها و حتی پروازهای فضایی انسان.